# إماتة نرجسية
إماتة نرجسية هي الخوف الأولي لفناء النفس، وهو خوف ناجم عن التعرّض المفاجئ لشعور المرء بذاته المعيبة... للموت بسبب الإحراج". الإماتة النرجسية هو مصطلح أول من استخدمه سيجموند فرويد في كتابه الأخير المسمى موسى والتوحيد، من حيث الأذى الذي تتعرض له الأنا/الذات. وقد تم استخدام هذا المفهوم بصورة واسعة في علم نفس الأنا وساهم في نشأة الجذور الأولى لـعلم نفس الذات.
عندما يتعرض المرء للإماتة النرجسية للمرة الأولى، يمكن تعريف ذلك بأنه فقْدٌ مفاجئ للسيطرة على الواقع الخارجي أو الداخلي أو على كليهما. ويؤدي هذا لوجود مشاعر خوف قوية وفي الوقت ذاته تظهر رغبة جنسية نرجسية (تُعرف أيضًا باسم الرغبة الجنسية للأنا) أو الرغبة الجنسية التخريبية. وتعد الرغبة الجنسية النرجسية أو الرغبة الجنسية للأنا هي تركيز الرغبة الجنسية على الذات. بينما تكون الرغبة الجنسية التخريبية عكس الرغبة الجنسية وهي الباعث على تدمير ذات المرء وكل شيء مرتبط به أو بها.

## التطورات المبكرة: برجلر وآنا فرويد وإيدلبيرج
لقد وضع إدموند برجلر مفهوم الإماتة النرجسية في ارتباط بالتصورات الخيالية المبكرة للقدرة الكلية لدى الطفل النامي وفي ارتباط بالغضب الذي أثارته المواجهات مع الواقع والتي تهدد أوهامه أو أوهامها. ففي وجهة نظر برجلر «الإماتة النرجسية التي يتعرض لها في هذه الفترة المبكرة تستمر في القيام بدور الحافز خلال حياته».
وأما آنا فرويد فقد استخدمت المصطلح في إطار دراستها للحيل النفسية المتعلقة بالاستسلام الإيثاري والتي بموجبها يعيش الفرد من خلال حياة الآخرين فقط - من حيث خوض تجربة مبكرة للإماتة النرجسية الناتجة عن خيبة الأمل مع نفس المرء في الجذور الأولى لنكران حياة المرء الخاصة.
وقد قام المحلل النفسي والكاتب لودويج إيدلبيرج فيما بعد بتوسعة مضمون المفهوم في فترة الخمسينيات والستينيات. حيث قام بتعريف الإماتة النرجسية بأنها عندما «يؤدي الفقد المفاجئ للتحكم في الواقع الخارجي والداخلي إلى التعرض لتجربة من الخوف تكون انفعالية مؤلمة». كما أكد أيضًا على أنه بالنسبة لكثير من المرضى؛ ببساطة يُعد اعتبار أنفسهم مصابين بأعراض عصبية كان في حد ذاته مصدرًا للإماتة النرجسية.

## كوهوت وعلم نفس الذات
من وجهة نظر كوهوت، أن الأذى النرجسي - وهو السبب الأساسي لما يسميه اضطراب الشخصية النرجسية - كان يتساوى بصورة كبيرة مع الإذلال أو الإماتة. وقد اعتبر كوهوت أنه «إذا لم يتم التحكم في العظمة لدى الذات النرجسية بصورة غير كافية؛ فإن الأنا البالغة ستميل إلى الترنح بين المبالغة غير المنطقي في تقييم الذات والشعور بالدونية، وستتفاعل مع الإماتة النرجسية لعرقلة طموحاتها».

## نظرية العلاقة بالآخرين
خلافًا لعلماء النفس المختصين بالأنا فإن واضعي نظريات العلاقة بالآخرين عادة ما يستخدمون مفردات مختلفة تنتمي لفئة ما بعد كلاين لوصف الأضرار المبكرة للإماتة النرجسية. ومع ذلك، مؤخرًا وجد واضعو هذه النظريات تشابهًا بين تأكيد فرويد على حساسية الأنا تجاه الإذلال النرجسي والإماتة وآراء بيون عن «الرهبة المجهولة» أو وينيكوت عن الآلام الأصلية لانهيار الوعي في مرحلة الطفولة. وفي الوقت ذاته كان علماء النفس الأنا مستعدين بصورة متزايدة لمشاهدة الإماتة النرجسية تحدث في سياق العلاقات المبكرة مع الآخرين.